# Sophie Desmarais
 (décembre 2012).
Si vous disposez d'ouvrages ou d'articles de référence ou si vous connaissez des sites web de qualité traitant du thème abordé ici, merci de compléter l'article en donnant les références utiles à sa vérifiabilité et en les liant à la section « Notes et références ».
Pour les articles homonymes, voir Desmarais.
Ne doit pas être confondu avec Sophie Desmarets.
Sophie Desmarais est une actrice québécoise née le 24 juillet 1986 à Montréal, fille unique d'Alain Desmarais et Jocelyne Giguère. Depuis sa sortie de l'option théâtre du Collège Lionel-Groulx en 2007, elle cumule les rôles au cinéma, au théâtre et à la télévision.

## Théâtre
- 2007 : Mademoiselle Julie de August Strindberg : Julie
- 2008 : Les Muses orphelines de Michel Marc Bouchard : Isabelle
- 2008 : Qu'est-ce qui reste de Marie-Stella ? de Simon Boulerice : Marie-Clown
- 2009 : Beaucoup de bruit pour rien de William Shakespeare : Héro
- 2010 : L'Avare de Molière : Marianne
- 2010 : Norway Today de Igor Bauersima : Juliette
- 2011 : L'École des femmes de Molière : Agnès
- 2012 : Musique pour Rainer Maria Rilke de Sébastien Harrisson : Éléonore
- 2013 : Instructions pour un éventuel gouvernement socialiste qui souhaiterait abolir la fête de Noël de Michael Mackenzie (en) : Cass
- 2013 : Yukonstyle de Sarah Berthiaume : Kate
- 2016 : Pelléas et Mélisande de Maurice Maeterlinck : Mélisande
- 2016 : Une femme à Berlin de Marta Hillers : Marta Hillers

## Filmographie

### Cinéma

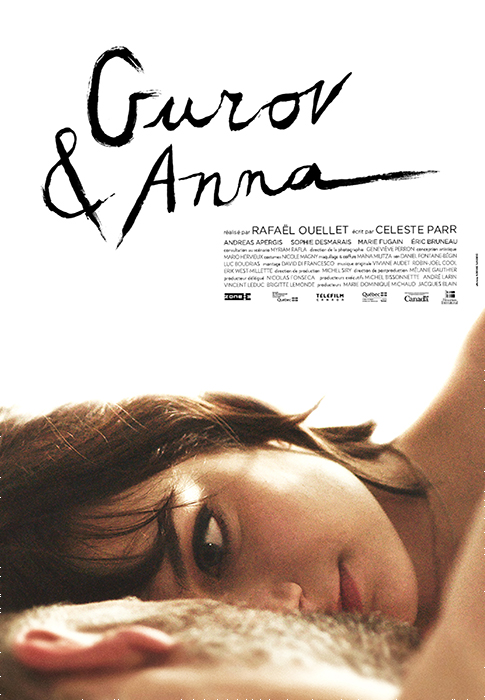
Affiche du film Gurov et Anna, avec Sophie Desmarais

- 2004 : Nous étions libres (Head in the Clouds) de John Duigan : Élodie
- 2008 : Le Grand Départ de Claude Meunier : Myriam
- 2008 : Victoria d'Anna Karina : Suzanna
- 2009 : Les Grandes Chaleurs de Sophie Lorain : Naomie
- 2009 : Polytechnique de Denis Villeneuve : étudiante
- 2010 : Curling de Denis Côté : Isabelle
- 2010 : Les Amours imaginaires de Xavier Dolan : Rockabill
- 2010 : Nature morte (court métrage) de Chloé Robichaud : Marilyne
- 2010 : Sortie 67 de Jephté Bastien : Lola
- 2010 : Vodka canneberge (court métrage) de Kim St-Pierre : Marilyn
- 2011 : Décharge de Benoît Pilon : Ève
- 2011 : Funkytown de Daniel Roby : Kiki
- 2012 : Paparmane (court métrage) de Joëlle Desjardins Paquette (en) : Camille
- 2013 : Chasse au Godard d'Abbittibbi d'Éric Morin : Marie
- 2013 : Le Démantèlement de Sébastien Pilote : Frédérique
- 2013 : Sarah préfère la course de Chloé Robichaud : Sarah
- 2014 : Qu'est-ce qu'on fait ici ? de Julie Hivon : Lily
- 2014 : Un parallèle plus tard de Sébastien Landry : Ève
- 2014 : Gurov et Anna de Rafaël Ouellet : Anna
- 2014 : Henri Henri de Martin Talbot : Hélène
- 2018 : Pour vivre ici de Bernard Émond : Sylvie
- 2020 : Vacarme de Neegan Trudel (en) : Karine Turcotte
- 2023 : Les Jours heureux de Chloé Robichaud : Emma
- 2024 : Comme le feu de Philippe Lesage : Millie

### Télévision
- 2009-2015 : Yamaska : Suzie
- 2009 : La Galère : Chanel
- 2014 : En thérapie : Iris
- 2015-2016 : Mon ex à moi : Amélie
- 2016-: Prémonitions  : Lily
- 2016-2017 : L'Imposteur : Gaïa Maheux
- 2018 : District 31 : Charlène Baribeau
- 2018 : En tout cas : Sophie
- 2019- : M'entends-tu ? : Amélie
- 2020 : C'est comme ça que je t'aime : Marie-Josée Bolduc

## Distinctions
- 2009: prix de la relève Olivier-Reichenbach[2] pour Beaucoup de bruit pour rien, Théâtre du Nouveau-Monde
- 2013: prix du meilleur espoir féminin pour Sarah préfère la course, Festival du film canadien de Dieppe
- Vancouver Film Critics Circle Awards 2014 : Meilleure actrice dans un film canadien pour Sarah préfère la course
- 2014: prix  Spark Award  au  RiverRun  International Film Festival (Caroline du nord USA)
- 2014: nommée  Étoile Montante (Rising Star) Toronto International Film Festival.